# Ambia oedizonalis
Ambia oedizonalis là một loài bướm đêm trong họ Crambidae.